# Achromadora ambigua
Achromadora ambigua is een rondwormensoort uit de familie van de Cyatholaimidae.